# Raylan
Raylan è un romanzo noir dello scrittore statunitense Elmore Leonard, pubblicato negli Stati Uniti nel 2012.
Il romanzo vede lo sceriffo federale Raylan Gives, già protagonista di altri romanzi di Elmore Leonard e personaggio ispiratore della serie televisiva Justified, impegnato in vari casi che si incrociano tra loro: deve sgominare una banda di trafficanti di organi, incastrare la dirigente di una compagnia mineraria per l'omicidio di un anziano ex dipendente, fermare una banda di ragazze rapinatrici di banche, catturare una giovane giocatrice d'azzardo fuggiasca.

## Trama
(Elmore Leonard, Raylan)
L'economia del Kentucky si reggeva sull'estrazione del carbone ma le poche miniere rimaste non riescono più a dare lavoro a tutti, perciò molti ex minatori si sono messi a coltivare e a vendere marijuana. Angel Arenas, trafficante di droga ricercato dalla polizia, viene ritrovato dallo sceriffo federale Raylan Gives in una stanza di un motel con i reni asportati da una mano esperta. Lo sceriffo interroga il trafficante che confessa di essersi incontrato nella stanza con due fratelli, Dickie e Coover Crowe, per la vendita di una partita di droga ma di non ricordarsi altro. Raylan concentra i suoi sospetti sui due fratelli e sul nero Cuba Freaks, factotum di Pervis Crowe, quest'ultimo padre di Dickie e di Coover. La banda di trafficanti d'organi ha già colpito altre volte e Raylan è convinto che la mano esperta che ha asportato i reni a Angel e ad altri due uomini, non sia quella di uno dei tre sospettati. Interrogando la moglie dell'ex datore di lavoro di Cuba lo sceriffo si convince che la ragazza del factotum, infermiera presso il locale ospedale e assistente in sala operatoria, sia la materiale esecutrice dei prelievi di organi.
Nel frattempo Cuba viene spinto dall'avvenente infermiera, Layla, a uccidere Dickie, Coover e il loro padre per eliminare ogni testimone. Cuba, poco convinto, esegue il compito ma lascia agonizzante l'anziano Pervis Crowe che riesce a sopravvivere e a testimoniare contro il nero. Raylan si reca a casa di Layla sperando di trovarvi anche il complice ma viene narcotizzato dalla ragazza e infilato nella vasca da bagno da Cuba pronto per l'asportazione degli organi. Raylan riesce a destarsi dal torpore e cerca di sollevarsi dalla vasca mentre Layla sparandogli, uccide invece Cuba. Raylan è costretto quindi a far fuoco a sua volta con la pistola sottratta a Cuba e a uccidere la ragazza.
Nel frattempo ad Harlan, una cittadina mineraria del Kentucky, l'anziano ex minatore Otis Culpepper trova i pesci del suo laghetto di pesca avvelenati dagli scarichi della miniera a cielo aperto della M-T Mining. Lamentatosi con la società riceve la visita del responsabile, Casper Mott. Avendo ricevuto da questi risposte sprezzanti, imbestialitosi Otis lo getta in acqua. Per vendicarsi Mott ordina a un lavorante di distruggergli la casa provocando una frana con un bulldozer. Otis torna dai responsabili della società e minaccia con il fucile la dirigente e avvocatessa Carol Conlan e il factotum Boyd Crowder sparando alcuni colpi contro i vetri dell'ufficio della compagnia. La spregiudicata avvocatessa uccide senza motivo Otis e poi concorda con Boyd una versione dei fatti che avrebbe giustificato la legittima difesa.
La popolazione locale è preoccupata degli effetti nocivi delle polveri sollevate durante l'estrazione del carbone a cielo aperto e protesta contro la devastazione del territorio operato dalla compagnia mineraria interessata solamente di massimizzare i guadagni senza curarsi delle condizioni della manovalanza. Carol ha il compito di calmare le proteste con ogni mezzo e chiede la scorta di Raylan durante i suoi giri nella contea pensando di poterne strumentalizzare a proprio vantaggio i trascorsi quale minatore. Lo sceriffo sospetta subito che l'omicidio di Otis non sia avvenuto per legittima difesa e inizia a mettere sotto pressione sia l'avvocatessa che Boyd. Carol ha inoltre il compito di convincere Pervis Crowe, proprietario della Black Mountain, la cima più alta della zona e ricca di carbone, a venderne i diritti di sfruttamento alla M-T Mining. Pervis non vuole che la sua proprietà venga devastata ed è preoccupato che la compagnia mineraria possa addirittura ucciderlo pur di ottenere dagli eredi lo sfruttamento del sottosuolo della montagna. Per sviare i piani della compagnia, mette in giro la voce che un lontano nipote, Dewey Crowe, sia il suo unico erede, mentre invece ha già disposto il testamento in favore della giovane domestica Rita, sua amante da molti anni.
Raylan mette così tanto sotto pressione Carol e Boyd che l'uomo, stanco dell'arroganza della donna, arma la mano della vedova di Otis, Marion Culpepper, che spara all'avvocatessa uccidendola e ottenendo così vendetta.
Nell'ultima vicenda Raylan indaga su numerose rapine compiute ai danni di alcune banche da tre ragazze. La polizia sospetta di Jackie Nevada, un'avvenente ventitreenne, appassionata di poker, catturata dalla polizia durante una retata, e fuggita dopo essere stata identificata. Raylan non crede nella colpevolezza della ragazza che nel frattempo, durante la fuga, ha conosciuto Harry Burgoyne. L'ex datore di lavoro di Cuba Freaks ha riconosciuto subito le doti di bravissima giocatrice di Jackie e la sovvenziona durante le sue partite professionali di Texas hold 'em.
La polizia cattura una delle tre rapinatrici e Raylan riesce a farle confessare il nome dell'organizzatore delle rapine, Delroy Lewis, criminale senza scrupoli e delle altre due complici, provando così l'estraneità di Jackie nelle rapine. Delroy, vistosi braccato, uccide le altre due complici per eliminare pericolosi testimoni. Raylan trova nel frattempo Jackie vincitrice di un'ingente somma in una partita clandestina e ha con lei una relazione. Delroy Lewis, già arrestato da Raylan anni addietro per un'altra vicenda, decide di uccidere il poliziotto travestendosi da drag queen durante una festa cui sarebbe stato presente anche lo sceriffo e pianificando un agguato. Raylan smaschera subito il travestimento di Delroy, uccidendolo con due colpi di pistola. Il romanzo termina con Raylan che convince Jackie a presentarsi alla polizia interrompendo così la latitanza, promettendole comunque di testimoniare a suo favore per una considerevole riduzione di pena. I due trascorrono la notte insieme pianificando una relazione più duratura una volta scontata la pena per gioco d'azzardo.

## Personaggi
Raylan GivesSceriffo federale, ex minatore.
Angel ArenasQuarantasettenne di origini ispaniche, trafficante di marijuana, dopo una consegna finita male viene ritrovato da Raylan in una vasca di un motel, con i reni asportati.
Rachel BrooksCollega di Raylan
Pervis "Speed" CroweTrafficante di droga e boss della produzione e del commercio della marijuana nel Kentucky. Proprietario della Black Mountain, si batte affinché non venga devastata dalla M-T Mining per estrarne il carbone.
RitaLa giovane domestica e amante di Pervis. Sinceramente affezionata all'anziano uomo gli salva la vita dopo il tentato omicidio da parte di Cuba Freaks.
Bob ValdezBraccio destro di Pervis Crowe e affiliato alla mafia messicana
Dickie CroweUno dei due figli di Pervis, sciocco criminale fan di Elvis Presley, vive in una casa piena di suoi memorabilia. Viene ucciso da Cuba.
Coover CroweUno dei due figli di Pervis, goffo criminale, vive in una casa lurida e infestata dai topi. Ucciso da Cuba.
Cuba FreaksFactotum della famiglia Crowe, viene convinto dalla ragazza Layla a chiedere l'aiuto dei fratelli Crowe per asportare i reni a Angel Arenas e immediatamente al centro dei sospetti di Raylan. Viene ucciso dalla stessa Layla.
LaylaAvvenente infermiera, dopo aver assistito a innumerevoli trapianti, decide di tentare la fortuna con il traffico di organi, occupandosi personalmente dei prelievi. Tenta goffamente di sviare i sospetti della polizia nei suoi confronti ma inutilmente. viene uccisa da Raylan che le spara per legittima difesa.
Bill NicholsLo sceriffo federale affiancato a Raylan per le indagini sul traffico d'organi e sull'omicidio di Otis Culpepper. Ex naziskin, ex seminarista ha con Raylan una buona intesa professionale.
Harry BurgoyneEx datore di lavoro di Cuba. Allevatore di cavalli bazzica nel mondo delle gare ippiche. Appassionato di poker, incontra per caso Jackie Nevada e la sovvenziona durante le sue partite professionali di Texas hold 'em.
Elizabeth "Liz" BurgoyneLa moglie cinquantacinquenne di Harry. Ha avuto rapporti intimi con Cuba e, grazie alla confidenze scambiate con il nero, mette Raylan sulle tracce dei trafficanti d'organi.
Otis CulpepperEx minatore, stanco dei soprusi della M-T Mining, spara contro gli uffici della compagnia mineraria. Viene ucciso senza motivo da Carol Conlan.
Boyd CrowderImpiegato della M-T Mining viene coinvolto nell'omicidio di Otis Culpepper da Carol Conlan che fa ricadere su di lui la responsabilità dell'uccisione dell'uomo seppure, a loro dire, per legittima difesa.
Carol ConlanSpietata avvocatessa e dirigente della M-T Mining, proviene da una famiglia di minatori ma si accanisce contro tali maestranze. Non si fa scrupoli pur di raggiungere i suoi obiettivi. Viene uccisa dalla vedova di Otis Culpepper che si vendica così dell'omicidio del marito.
Casper MottDirigente della M-T Mining.
Reggie BanksL'autista nero di Casper Mott. Ex pugile, anni addietro ha incrociato i guantoni con Raylan, battendolo.
WinonaEx moglie di Raylan che ha lasciato anni addietro perché stanca di essere trascurata dal marito per il suo lavoro.
Dewey CroweLo sciocco nipote di Pervis Crowe. Dopo la morte dei figli di quest'ultimo rimane il suo unico parente. Pervis gli fa credere di poter diventare l'unico erede delle sue fortune e quindi della Black Mountain per confondere i piani della M-T Mining mentre, invece, ha già disposto il testamento a favore della giovane domestica e amante Rita.
Marion CulpepperLa vedova di Otis. La M-T Mining cerca di rabbonirla prospettandole la possibilità di ricevere un misero vitalizio e un alloggio. La donna invece si vendica dell'omicidio del marito uccidendo a sua volta Carol Conlan sparandole a bruciapelo con un fucile da caccia mentre l'avvocatessa stava tentando di farle firmare la rinuncia a possibili azioni legali contro la compagnia mineraria.
Delroy LewisCriminale senza scrupoli, organizza rapine nelle quali impiega ragazze ex spogliarelliste che convince con minacce a lavorare per lui. Viene ucciso da Raylan dopo che a sua volta aveva tentato di eliminarlo.
Jane JonesUna delle rapinatrici di Delroy, catturata dalla polizia, confessa il nome dell'organizzatore delle rapine.
Kim, CassieDue delle ragazze rapinatrici di banche. Dopo l'arresto di Jane Jones vengono uccise da Delroy per eliminare pericolosi testimoni.
Rachel "Jackie" NevadaVentitreenne, appassionata di poker, catturata dalla polizia durante una retata, fugge dopo essere stata identificata. Viene ricercata dalla polizia sospettata di essere una delle rapinatrici di banche. Trovata da Raylan dopo una partita che la vede vincitrice milionaria, ha con il poliziotto una storia sentimentale.
Reno NevadaIl padre di Jackie.

## Edizioni
- Elmore Leonard, Raylan, Stile libero Noir, Einaudi, 2013,  p. 283, ISBN 978-88-06-21230-8.